# 3e régiment d'artillerie à pied brandebourgeois « generalfeldzeugmeister »
Pour les articles homonymes, voir 3e régiment.
Le 3e régiment d'artillerie à pied brandebourgeois « generalfeldzeugmeister » est une unité d'artillerie de l'armée prussienne de 1864 à 1919.

## Histoire
La première unité de ce qui deviendra le régiment est fondée le 29 février 1816. Le nom du régiment à cette époque est la brigade d'artillerie saxonne. Par l'AKO du 16 juin 1864, les brigades d'artillerie sont divisées en un régiment d'artillerie de campagne et un régiment d'artillerie de forteresse. Le 16 juin 1864 est le jour de la fondation du régiment, qui selon l'AKO est nommé « 3e régiment d'artillerie de forteresse brandebourgeois ». Les 3e régiments d'artillerie de campagne et de forteresse « partage » le drapeau, qui est décerné le 26 mai 1816.

Le suffixe « generalfeldzeugmeister » est donné le 7 décembre 1864 :
« Afin d'honorer la mémoire du service glorieux que l'artillerie a rendu au cours de la campagne de cette année, j'ai ce jour-là un détachement d'artillerie qui entre dans ma capitale et ma ville de résidence parmi les troupes victorieuses revenues du théâtre de la guerre. guerre, ce qui suit a été déterminé : Le generalfeldzeugmeister le prince Charles de Prusse, Votre Altesse Royale, reçoit la distinction selon laquelle les deux régiments de la 3e brigade d'artillerie reçoivent le surnom de « generalfeldzeugmeister », après quoi le 3e régiment d'artillerie de campagne brandebourgeois reçoit la dénomination : 3e régiment d'artillerie de campagne brandebourgeois (generalfeldzeugmeister) et le régiment d'artillerie de forteresse brandebourgeois la dénomination : 3e régiment d'artillerie de forteresse brandebourgeois (generalfeldzeugmeister). Berlin, 7 décembre 1864. Wilhelm
Le terme « generalfeldzeugmeister » vient de l'époque des lansquenets. À cette époque, « Zeug » ou « Feldzeug » signifie l’artillerie et tout ce qui va avec. À cette époque, les artilleurs sont moins considérés comme des soldats que comme des artisans. Ils n'ont donc pas d'officiers, mais des maîtres comme supérieurs. Le terme « Feldzeugmeister », en tant qu'inspecteur en chef et plus tard commandant de l'artillerie, devient particulièrement populaire dans l'armée prussienne. À partir de 1854, les colonels généraux ayant le grade de maréchal de l'artillerie sont appelés generalfeldzeugmeister en Prusse.

### 1816
Le régiment est issu de la 3e brigade d'artillerie. Celle-ci est créée par l'AKO le 29 février 1816 sous le nom de brigade d'artillerie saxonne et reçoit à partir du 21 avril le nom : 3e brigade d'artillerie.
La 1re compagnie a été créée en 1816 à partir d'unités
- des deux colonnes de stationnement
- la 18e batterie à pied de 6 livres
- la 11e compagnie provisoire.

Toutes ces unités ont fait leurs preuves dans les guerres napoléoniennes de 1813 et 1815, malgré de graves lacunes en matière d'entraînement et de matériel. Dans les rapports du général von Tauentzien, les noms des officiers et des hommes de ces unités sont mentionnés à plusieurs reprises en guise d'éloge
La 2e compagnie est formée en tant que 11e compagnie à pied à partir de la 2e compagnie principale de la brigade d'artillerie de Silésie. En 1815, elle est transférée à Torgau et rattachée à la 3e brigade d'artillerie.créée.
La 3e compagnie est formée en tant que 9e compagnie à pied à partir de la 5e batterie Haubitz de 7 livres. Mal formée et mal équipée, elle est mobilisée à Glatz en 1815 et commandée à son corps d'armée en juin 1815. Elle se déplace dans la région de Köthen et y reste jusqu'à sa démobilisation en mai 1816.
La 4e compagnie est créée en tant que 12e compagnie à pied à partir de la 15e compagnie provisoire de la brigade d'artillerie de Silésie.

### 1819
Il s'avère qu'une formation simultanée des compagnies à pied comme artillerie de campagne et de forteresse n'est pas possible. C'est pourquoi, à partir de 1819, une compagnie à pied de chaque division est désignée pour une formation spéciale au service de forteresse. Les trois dernières compagnies doivent alors tourner de manière que chacune soit formée un an comme compagnie de forteresse et deux ans comme compagnie de campagne. La compagnie de forteresse concernée remet alors son équipement à la compagnie de 12 livres.
À partir de septembre 1819, la numérotation des compagnies change. La première division comprend les compagnies 1 à 4, la seconde division les compagnies 5 à 8 et la troisième division les compagnies 9 à 12.

### 1831
En juillet 1831, toutes les brigades abandonnent leurs hommes pour former cinq compagnies d'artillerie de réserve de forteresse. Deux d'entre eux sont destinés aux garnisons de Mayence et de Luxembourg et un à la forteresse de Sarrelouis. La cinquième compagnie du 3e régiment est issue de la 2e compagnie d'artillerie de réserve de la forteresse de Mayence. En novembre, les effectifs de la compagnie sont portés à 15 sous-officiers, 21 bombardiers, 2 clairons et 77 artilleurs.

### Guerre des Duchés
Seule la 3e compagnie du régiment participe à la première guerre de Schleswig de 1848. Sous le commandement du capitaine Decker en tant que 11e batterie de 6 livres, elle participe aux combats suivants :
- Bataille de Schleswig le 23 avril
- Bataille d'Apenrade le 28 avril
- Bataille de Fredericia les 6 et 8 mai
- Bataille de Düppel le 5 juin
- Bataille d'Alnoer le 14 juin

### Campagne de Bade 1849
Le 2e La division du I Corps (rive gauche du Rhin) reçut la batterie à pied no 11 de 6 livres sous les ordres du capitaine Decker. Quatre divisions sont positionnées sur la ligne Kreuznach - Neunkirchen le 12 juin. Les insurgés étaient rassemblés dans les environs de Kaiserslautern. La batterie a participé aux batailles suivantes au cours de la campagne :
- Bataille de Hombourg le 13 juin
- Bombardement d'un train près de Stettfeld le 21 juin
- Bataille de Bischweier et Kuppenheim le 29 juin
- Bataille de Kuppenheim le 30 juin

### 1850
Par AKO du 19 mars 1850, les brigades d'artillerie sont nommées « régiment d'artillerie ».

### 1851
Par l'AKO du 27 mars, il est décidé qu'une batterie de 6 livres de chaque régiment d'artillerie de campagne doit être transformée en compagnie de forteresse. Cela réduit la force de combat des régiments d'artillerie de campagne de cinq à quatre batteries de 6 livres.
Le 20 novembre est le jour de la fondation du 1er bataillon.

### 1860
Le 31 juillet est le jour fondateur du 2e bataillon.

### 1861
Le drapeau du régiment est envoyé à Königsberg en Prusse pour le couronnement du roi Guillaume Ier le 18 octobre 1861.

### Guerre contre le Danemark en 1864
La 3e compagnie de forteresse de la brigade d'artillerie brandebourgeoise participe à la guerre contre le Danemark. Elle reçoit l'ordre de mobilisation le 3 mars et quitte Torgau le 7 mars sous le commandement du capitaine Schäffer. À Magdebourg, elle reçoit douze mortiers de 25 livres ainsi que des bombes et des bombes incendiaires le 8 mars et arrive sur le théâtre de la guerre le 11 mars.
Lorsque la redoute de Düppel est pris d'assaut le 18 avril, la 3e compagnie occupe les batteries 5, 9, 18 et 19. Les objectifs sont les suivants
- la 5e batterie : navires qui étaient probablement censés entrer dans le Wenningbund (la batterie n'a pas été tirée)
- la 9e batterie : les redoutes IV et V
- la 18e batterie : les redoutes II et III et la zone entre eux jusqu'à environ 300 m derrière.
- la 19e batterie : le retranchement qui s'étend en direction sud-est de la redoute IV vers la plage et la zone située entre les redoutes III et IV jusqu'à environ 300 m derrière celle-ci.

Les artilleurs de la 3e compagnie suivent les fantassins qui se sont lancés à l'assaut et tirent quelques coups sur le cuirassé Rolf Krake (de) avec quatre canons danois fonctionnels qu'ils ont trouvés. Le 21 avril, des unités du régiment défilent également devant le roi Guillaume Ier en tenue d'assaut.
La 3e compagnie participe également au siège d'Alsen. Elle occupe les batteries 27 et 31 et bombarde les batteries danoises devant Alsen au cours du siège des 26 et 27 juin.
Après la paix de Vienne, l'ordre de repli est donné le 12 novembre et le 2 décembre, la 3e compagnie est démobilisée à Torgau.
Elle est décorée de trois ordres de l'Ordre de l'Aigle rouge de 4e classe avec épées, une décoration militaire (de) de 1re classe, de douze médailles d'honneur militaires de 2e classe, d'une médaille autrichienne de bravoure de 1re et 2e classe.

### 1865
Par A.K.O. du 30 mars, l'état-major du régiment est transféré à Mayence et la 1re division à Luxembourg. En juillet, la 8e compagnie est transférée à Mayence et à partir du 11 novembre, tout le régiment est réuni à Mayence.

### Guerre austro-prussienne de 1866
Avant même le début de la guerre austro-prussienne, le régiment reçoit l'ordre de former les 12e, 13e et 14e compagnies de guerre à partir des 4e, 5e et 6e compagnies. Par décision fédérale, les troupes prussiennes et autrichiennes doivent quitter les forteresses fédérales communes. C'est pourquoi l'état-major du régiment et la 2e division quittent Mayence pour se rendre à Coblence. À partir du 13 juin, ils forment une partie de la garnison de la forteresse. À cette occasion, ils occupent :
- la 5e compagnie Ehrenbreitstein
- la 7e compagnie Forteresse Alexandre (de)
- les 7e et 14e compagnies ensemble Fort Constantin
- la 8e compagnie Hauteurs de Pfaffendorf (de)
- les 8e et 13e compagnies Ehrenbreitstein
- la 6e compagnie avec des canons lisses de 12 livres une batterie de repli

Seule la 6e compagnie tire 7 coups de feu au cours de la guerre, près du village de Zorn. Le 15 septembre, les 13e et 14e compagnies de guerre sont dissoutes à Mayence, la 12e a déjà été dissoute le 11 septembre à Sarrelouis.

### Guerre franco-prussienne 1870/71

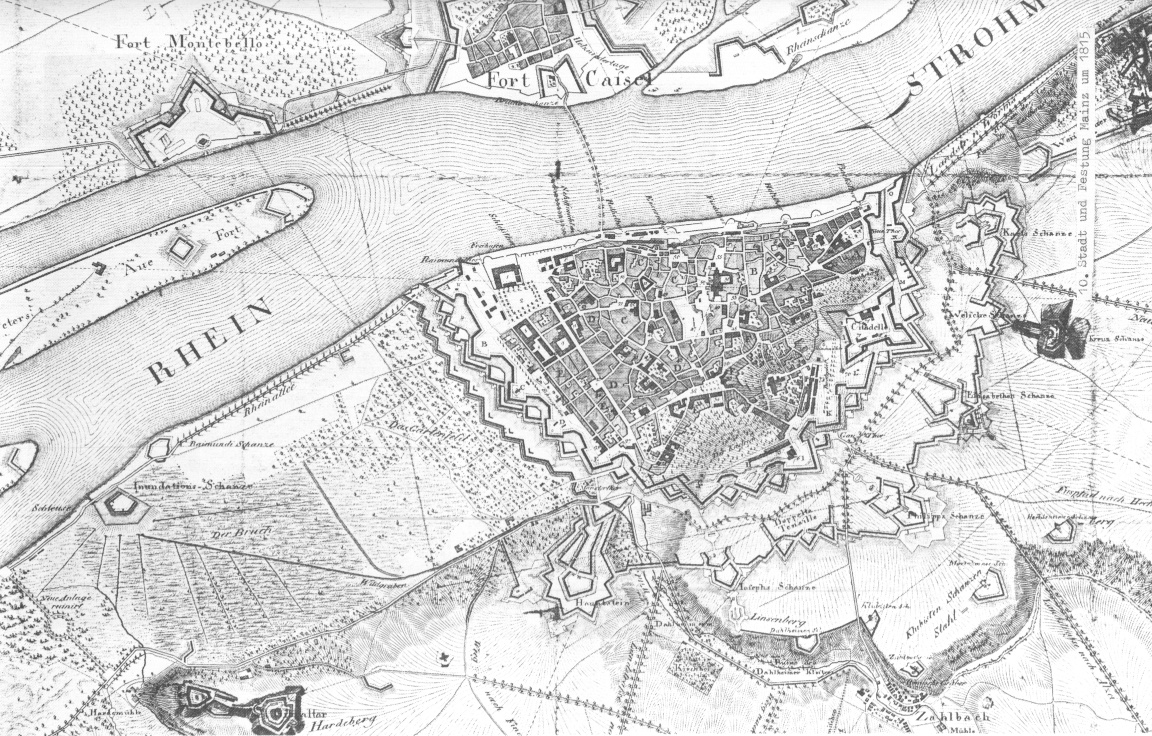
Plan topographique et militaire de la ville et de la forteresse de Mayence de 1815. Gravure de Johann Conrad Felsing, éditeur Dr B. Hundeshagen

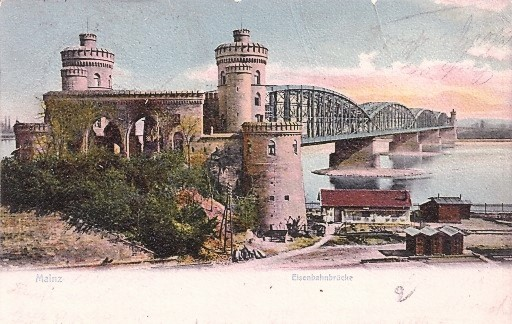
Pont sud du pilier du pont ferroviaire

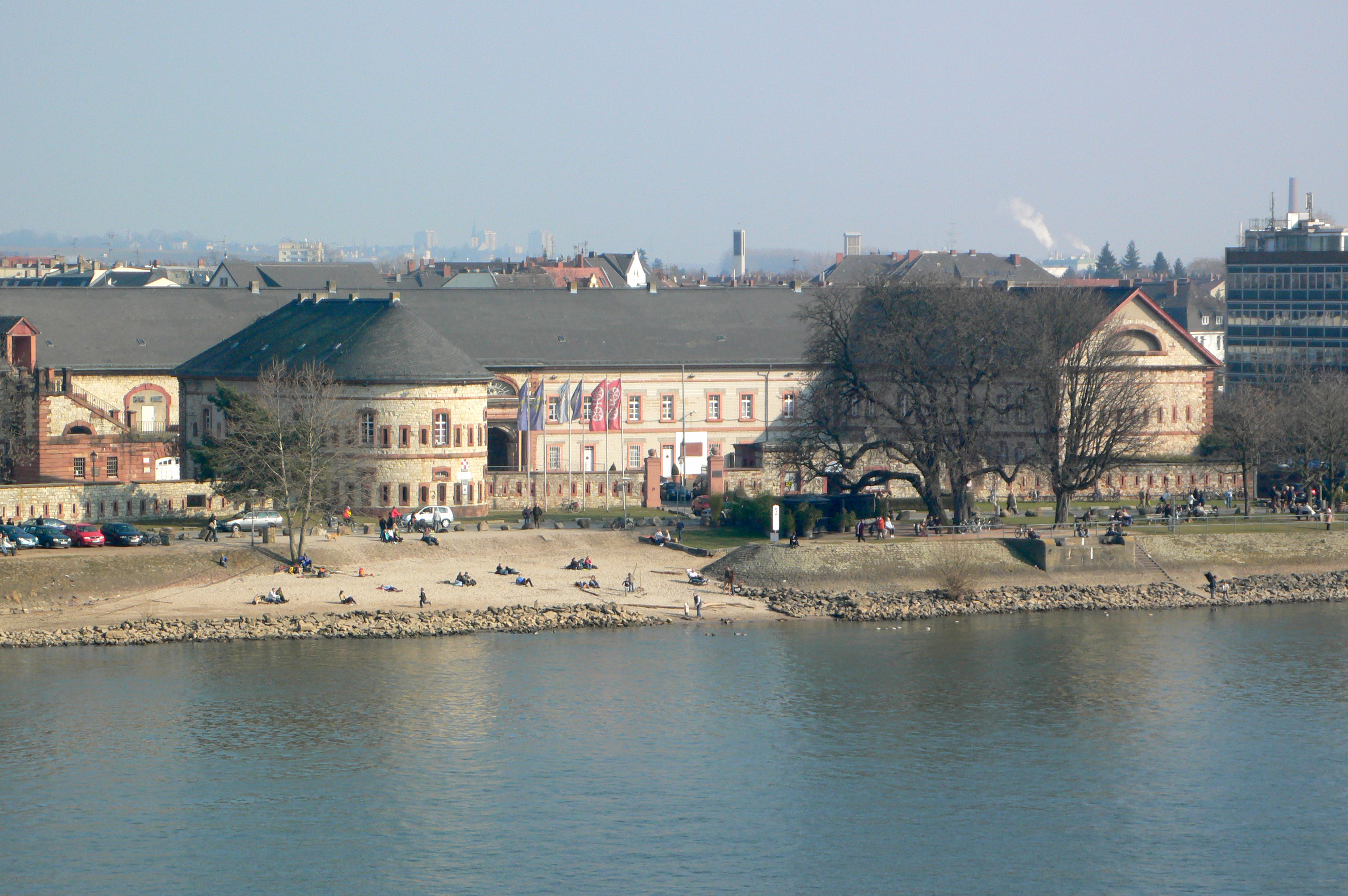
Réduit Kastel

La déclaration de guerre parvient au régiment lors d'un exercice de tir sur les Grands Sables de Mayence. Conformément aux ordres reçus, ils entreprennent immédiatement d'armer la forteresse et de la rendre apte à la guerre. Le colonel Bartsch est nommé commandant de l'équipage d'artillerie de la forteresse.
Les compagnies fortifient et occupent les fortifications suivantes :
- 1re compagnie : Fortifications de la gorge du Rhin, Bastions Nikolaus, Katharina, Albani
- 2e compagnie : Bastions Johann à Georg
- 3e compagnie : Fort Weisenau et piliers du pont ferroviaire (de)
- 4e compagnie : Forts Mariaborn, Zahlbach, Stahlberg, Bretzenheimer Turm
- 5e compagnie : Forts Hauptstein et Judensand
- 6e compagnie : Fort Gonsenheim
- 7e compagnie : Mur d'enceinte des casernes Kastel et Réduit (de)
- 8e compagnie : Forts Alte et Neue Mainspitze
- 9e compagnie : Citadelle, Kontregarde Drusus, Raveline Drusus-Albani et Drusus-Johann, reliant les casemates Albani et Johann
- 10e compagnie : Bastions Paul à Raimundi, blockhaus et tambour devant la porte Raimundi et redoute d'inondation
- 11e compagnie : Forts Karthaus, Karl, Welsch, Heiligkreuz et Hechtsheim
- 12e compagnie : Redoute de Dalheim, Forts Joseph (de), Philipp et Elisabeth
- 13e compagnie: Fort Bingen
- 14e compagnie : Fort Hartenberg, Fort Hartmühl (de), Retranchement Inondation
- 15e compagnie : Lunettes Wiesbaden, Erbenheim, Hochheim, Francfort, liaison avec le Blockhaus sur l'axe principal et les trois redoutes du Rhin
- 16e compagnie : Fort Grand-duc de Hesse et tour de l'Île Saint-Pierre

Le 26 août, l'état-major de la 2e division ainsi que les 4e et 6e compagnies sont mobilisés par télégramme. Ils se déplacent vers Marsal, y reprennent l'artillerie puis avancent vers Toul comme artillerie de siège.
Les 4e et le 6e compagnies participent au siège et à la prise de Toul. Les unités sont également impliquées dans le bombardement (finalement infructueux) de Verdun. En raison de la puissante artillerie française à Verdun, les batteries du régiment y subissent des pertes importantes. Les batteries sont alors affectées au siège et au bombardement de Mézières. Cette forteresse bloque la ligne ferroviaire Thionville-Reims. La forteresse de Mézières capitule le 1er janvier et les batteries victorieuses s'installent dans la ville détruite le 2 janvier.
Ils restent ici jusqu'au 9 janvier et doivent se rendre au siège de Péronne le 10 janvier lorsque le régiment reçoit la nouvelle télégraphique que Péronne s'est déjà rendue et que les deux batteries et l'état-major ont été affectés au siège de Paris. La fameuse 1re batterie « Saint-Cloud » au sud du front de siège devant Paris est occupée par des unités du 3e régiment au prix de lourdes pertes. L'importance particulière de cette batterie apparaît clairement lorsque l'empereur Guillaume Ier lui rend visite le 28 janvier et exprime sa reconnaissance aux artilleurs en jetant le premier regard sur Paris vaincu depuis le parapet de la 1re batterie « Saint-Cloud ». La veille, la batterie a déjà reçu la visite de son fils, le prince héritier Frédéric-Guillaume. Le 29 janvier, le prince héritier visite une seconde fois la 1re batterie  et décerne directement à la compagnie six croix de fer, contournant ainsi la procédure judiciaire.
Après la victoire sur la France, une partie du FuAR no 3 est utilisée comme armée d'occupation à Mézières et Verdun. Les derniers artilleurs arrivent à leur garnison de Mayence le 19 septembre 1873 et sont démobilisés le 20 septembre.

### 1873
Le corps des officiers est désormais également divisé en artillerie de campagne et à pied. Des inspections distinctes d'artillerie à pied et des brigades d'artillerie à pied sont actuellement constituées. L'Inspection générale de l'artillerie reste groupée. Le régiment est subordonné avec les 4e (de) et 7e régiments à la 3e brigade d'artillerie à pied (à Mayence) et celle-ci à la 2e inspection d'artillerie à pied (également à Mayence).

### 1881
Le régiment donne la 5e compagnie de 114 soldats pour former la 3e compagnie du 11e régiment d'artillerie à pied (Thorn) et en 1893 la 4e compagnie de 65 soldats pour former la 1re compagnie du 15e régiment d'artillerie à pied (également Thorn). Les deux compagnies sont reformées en régiment grâce aux contributions des sept compagnies restantes.

### 1883
Le 23 janvier, le commandant du régiment, le prince Charles de Prusse, décède. Il lègue au régiment la somme de 6 000 marks. Ce montant sert à établir deux fonds de secours pour les officiers et sous-officiers du régiment.

### 1887
L'Inspection générale de l'artillerie à pied est créée. Les inspections précédentes sont dissoutes.

### 1888
Le régiment quitte le 3e corps d'armée et rejoint le 11e corps d'armée.

### 1889
Grâce à l'AKO, le régiment reçoit le nom qu'il portera jusqu'à sa dissolution : 3e régiment d'artillerie à pied brandebourgeois « generalfeldzeugmeister »

### 1898
La 5e compagnie obtient le meilleur résultat de toute l'artillerie à pied lors du tir du prix impérial. Elle reçoit l'insigne impérial institué par l'A.K.O. du 27 janvier 1885 ainsi que le prix impérial, un buste de Guillaume II et un bouclier d'honneur en argent.

### 1899
Le régiment quitte la zone du 11e corps d'armée et passe au 18e corps d'armée.

### 1900
Le 27 janvier, jour de l'anniversaire de l'empereur Guillaume II, le régiment reçoit un nouveau drapeau. L'ancien drapeau de 1816 est tellement usé qu'il est à peine reconnaissable. Les 3e régiments d'artillerie de campagne et à pied ont « partagé » l'ancien drapeau jusqu'au 27 janvier. Désormais, chaque régiment reçoit son propre nouveau drapeau. Les honneurs sont restés sur les deux drapeaux. Pour le drapeau du régiment, il s'agit de : le ruban de la médaille commémorative de la guerre 1816, un demi-ruban de la médaille commémorative de la guerre de 1864 (de) avec les épées de la Croix de l'assaut de Düppel (de) et de la Croix d'Alsen, le ruban de la croix commémorative de 1866 avec épées, en 1871 la croix de fer dans la pointe du drapeau, en 1889 le ruban de la médaille d'honneur militaire avec épées.

### Révolte des Boxers 1900

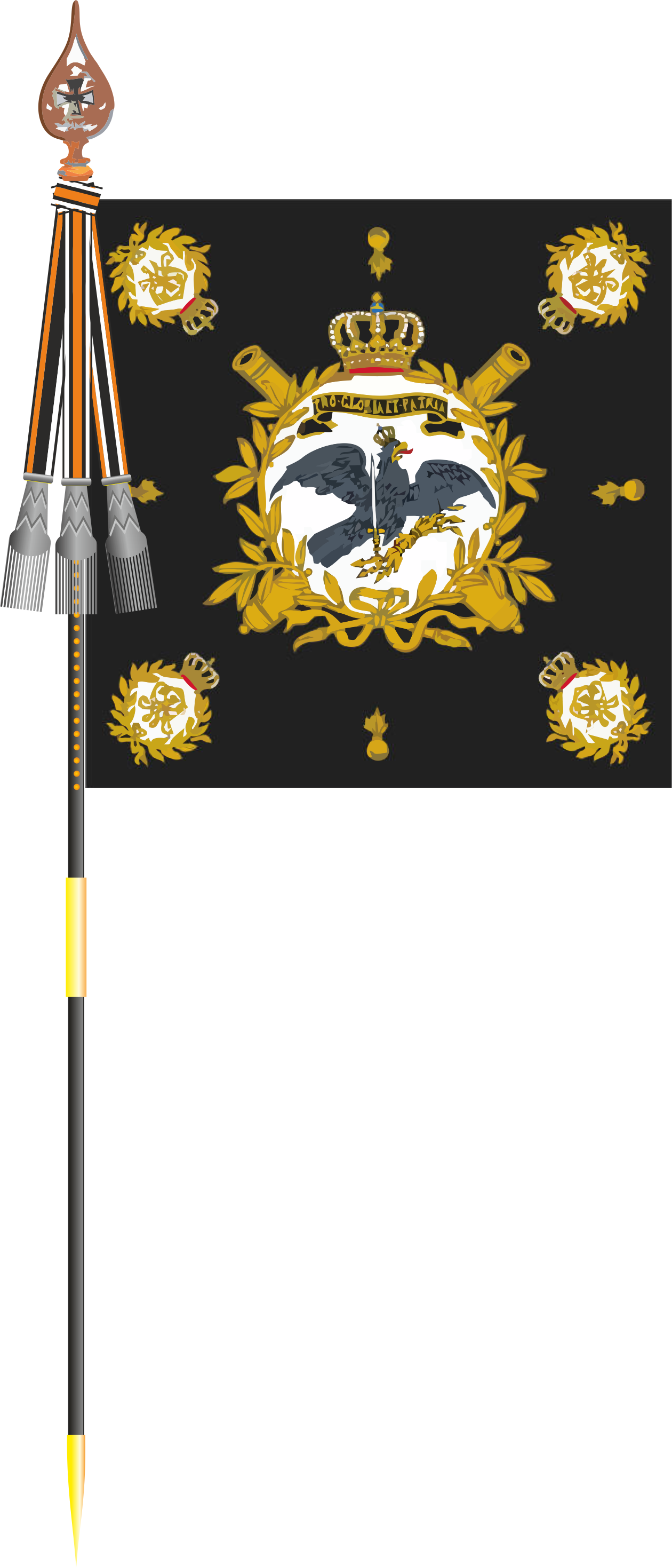
Drapeau du 3e régiment d'artillerie à pied après 1871 avec la croix de fer à la pointe du drapeau et les rubans du drapeau décernés

Mayence, 1908 ; à gauche la caserne Neutor, qui abrite les artilleurs

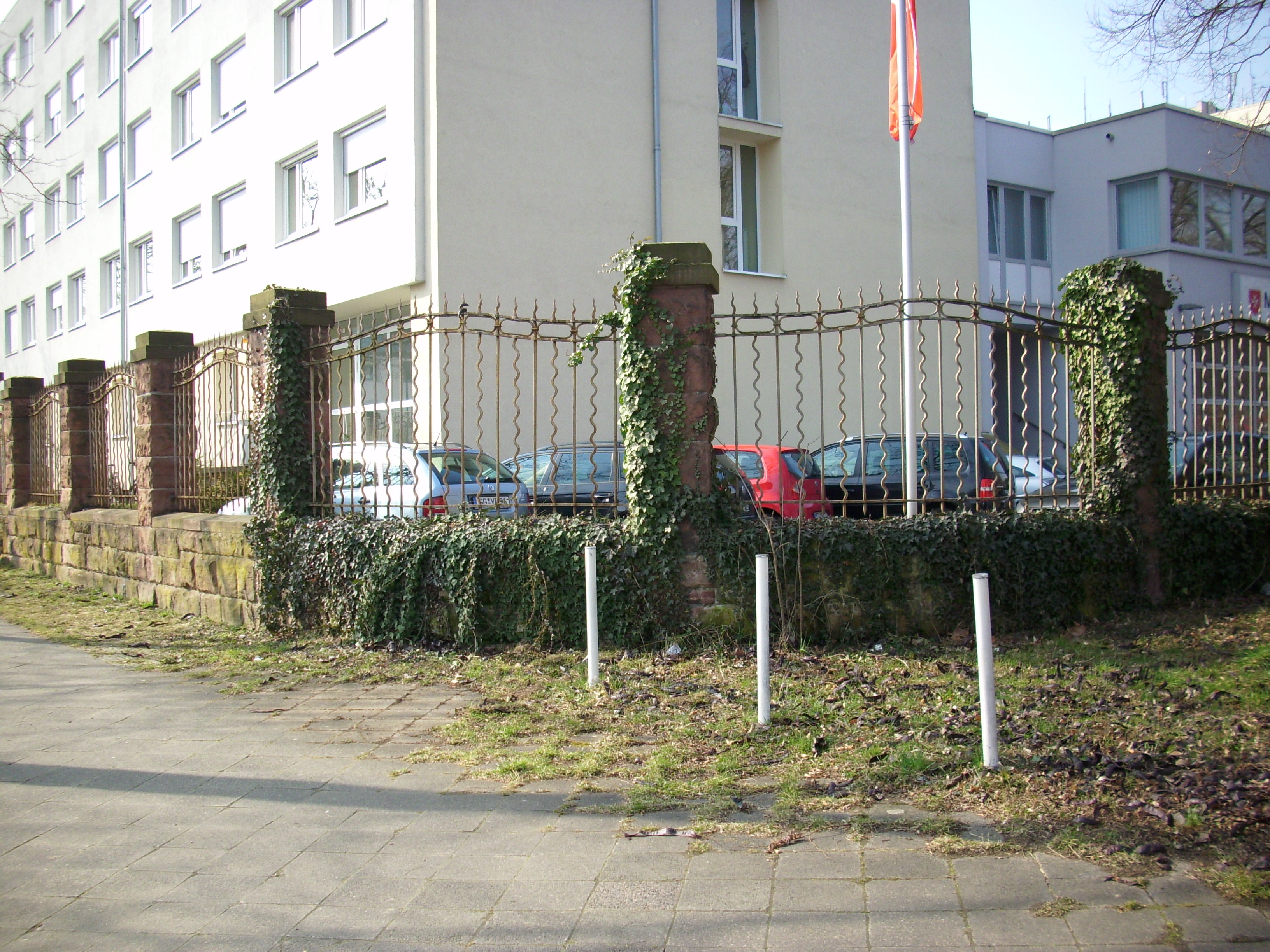
Vestiges de l'enceinte de l'ancienne caserne du 3e régiment d'artillerie, vers 2015

25 soldats du régiment de la garnison de Mayence sont chargés de réprimer la révolte des Boxers. Un tireur est tué en Chine.

### Après-guerre
Après la fin de la guerre, le régiment rentre chez lui. Le 14 décembre 1918, le 1er bataillon à Gelnhausen, le 2e bataillon est démobilisé à Hanau et le régiment est finalement officiellement dissous en 1919.
La tradition est reprise dans la Reichswehr par un décret du chef du commandement de l'armée, le général d'infanterie Hans von Seeckt, le 24 août 1921 par la 2e batterie du 5e régiment d'artillerie (de) à Fulda.

## Changement de noms
- 1813 (29 février) Brigade d'artillerie saxonne
- 1813 (21 avril) 3e brigade d'artillerie
- 1850 3e régiment d'artillerie
- 1860 3e brigade d'artillerie brandebourgeois
- 1864 (1er juillet) 3e régiment d'artillerie de forteresse brandebourgeois
- 1864 (7 décembre) 3e régiment d'artillerie de forteresse brandebourgeois (generalfeldzeugmeister)
- 1872 3e régiment d'artillerie à pied brandebourgeois (generalfeldzeugmeister)
- 1889 3e régiment d'artillerie à pied brandebourgeois « generalfeldzeugmeister »

## Garnisons
| État-major régimentaire | État-major du 1er bataillon | État-major du 2e bataillon |
| --- | --- | --- |
| - 1816-1820 Mersebourg - 1820-1832 Erfurt - 1832-1851 Magdebourg - 1851-1860 Magdebourg - 1860-1864 Berlin - 1864-1865 Torgau (de) - 1865-1866 Mayence - 1866-1900 Mayence | - 1816-1820 – - 1820-1832 – - 1832-1851 – - 1851-1860 Magdebourg - 1860-1864 Torgau - 1864-1865 Torgau - 1865-1866 Luxembourg - 1866-1900 Mayence | - 1816-1820 – - 1820-1832 – - 1832-1851 – - 1851-1860 – - 1860-1864 Mayence - 1864-1865 Mayence - 1865-1866 Mayence - 1866-1900 Mayence |

| 1re batterie                                                                                              | 2e batterie                                                                                                   | 3e batterie                                                                                                   |
| --- | --- | --- |
| - 1816-1832 Erfurt - 1832-1860 Magdebourg - 1860-1865 Torgau - 1865-1866 Luxembourg - Depuis 1866 Mayence | - 1816-1832 Torgau - 1832-1860 Wittemberg - 1860-1865 Wittemberg - 1865-1866 Luxembourg - Depuis 1866 Mayence | - 1816-1832 Magdebourg - 1832-1860 Magdebourg - 1860-1865 Torgau - 1865-1866 Luxembourg - Depuis 1866 Mayence |

| 4e batterie | 5e batterie           | 6e batterie           |
| --- | --------------------- | --------------------- |
| - 1816-1832 Magdebourg - 1832-1860 Magdebourg - 1860–1865 Kustrin - 1865-1866 Luxembourg - Depuis 1866 Mayence | - Depuis 1831 Mayence | - Depuis 1860 Mayence |

| 7e batterie           | 8e batterie                                                      |
| --------------------- | ---------------------------------------------------------------- |
| - Depuis 1860 Mayence | - 1860-1865 Sarrelouis - 1865-1866 Mayence - Depuis 1866 Mayence |

## Commandants (1816-1900)
- 1816–1829: Oberst Ernst Monhaupt (de)
- 1829–1832: Major Johann Karl Plümicke (de)
- 1832–1836: Oberst Wilhelm von Scharnhorst
- 1836–1847: Major Karl Adolf von Strotha (à partir de 1840 Oberstleutnant, à partir de 1842 Oberst)
- 1847–1849: Oberstleutnant Albert du Vignau (de) (à partir de 1848 Oberst)
- 1849–1851: Major von Berge und Herrendorff (de)
- 1851–1852: Major Lademann
- 1852–1852: Oberstleutnant Vogell
- 1852–1858: Oberstleutnant von Niedel (à partir de 1853 Oberst)
- 1858–1860: Oberst Ferdinand Friedrich Wilhelm Werner von Podewils (de) (à partir de 1859 Generalmajor)
- 1860–1864: Oberst Louis von Colomier (de)
- 1864–1865: Oberst Hermann von Rozynski-Manger (de)
- 1865–1867: Oberst Ferdinand von Seckendorff (de)
- 1868–1871: Oberst Bartsch
- 1871–1872: Oberst Müller
- 1872–1876: Oberst Ulrich
- 1876–1880: Major von Hartmann (à partir de 1877 Oberstleutnant)
- 1880–1888: Major Richard von Berendt (de) (à partir de 1881 Oberstleutnant, à partir de 1885 Oberst)
- 1888–1891: Oberstleutnant Strasser (à partir de 1890 Oberst)
- 1891–1894: Oberstleutnant Kühlenthal (à partir de 1894 Oberst)
- 1895–1897: Oberstleutnant Reinhold (à partir de 1897 Oberst)
- 1897–1900: Oberstleutnant Lipinski (à partir de 1900 Oberst)

## Membres du régiment
- Hans Sanner, Generalmajor
- Walter Dornberger, Generalleutnant
- Walter Keiner (en), General der Artillerie
- Hermann Schirmer, Generalleutnant
- Wilhelm Schönberg, Generalleutnant
- Hermann Tittel, General der Artillerie

## Monuments

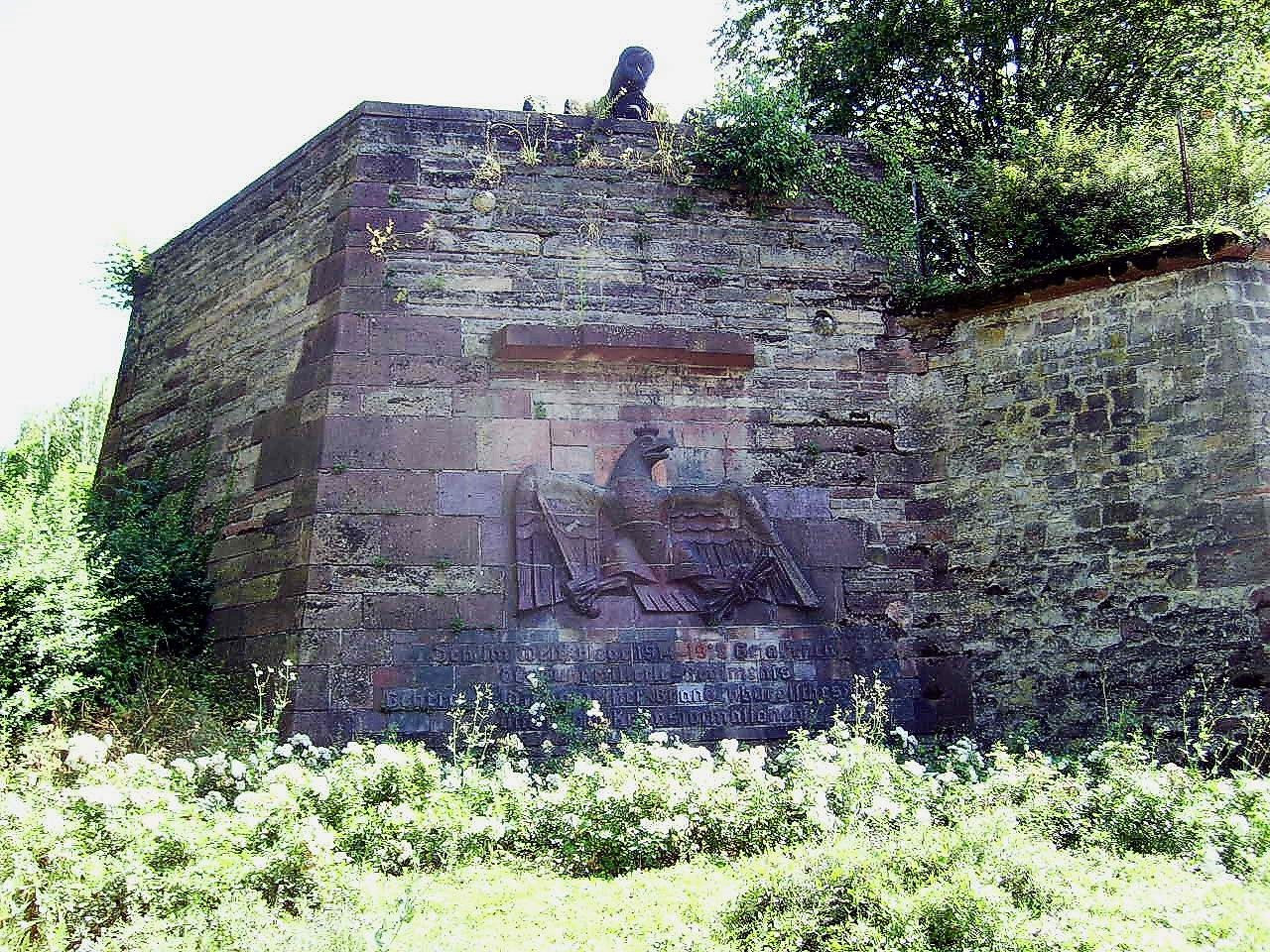
Fort Josef avec le monument aux soldats du régiment

- Un mémorial pour les soldats tombés au combat du régiment est inauguré à Mayence en 1934 sur le mur extérieur du fort Joseph (de). Sous l'aigle prussien se trouve l'inscription[9] :

 Den im Weltkriege 1914-1918 Gefallenen des Fußartillerie-Regimentes General-Feldzeugmeister (Brandenburgisches) Nr. 3 und seiner Kriegsformationen 